# ارنستو گریلو
ارنستو گریلو (انگلیسی: Ernesto Grillo؛ زاده ۱ اکتبر ۱۹۲۹ – درگذشته ۱۸ ژوئن ۱۹۹۸) یک بازیکن فوتبال اهل آرژانتین بود.